# バーバラ・テイト
バーバラ・テイト（Barbara Tate、1927年6月2日 - 2009年11月12日）は、イギリス出身の文人（画家、著作家）。彼女の著作で最も売り上げた本であろう『West End Girls』は彼女の死後程なくして出版された。

## 経歴
バーバラ・ジュン・ペドル（Barbara June Peddle）を出生名として、ヒリンドン区アクスブリッジに生まれる。父親のチャールズ・ジョナサン・ペドル（1895年 - 1961年）は大工とトラック運転手に従事していた。攻撃的な性格であった父親は当時3歳のバーバラの首を縄で括ったことがあり、バーバラは数時間後に母親が帰宅して救出されるまでの間に踵でバランスを取っていたという。間もなく母親のエルシー・アイリーン（1904年 - 1973年、旧姓：ウィリアムズ）に育児放棄された彼女は母方の祖父母に育てられた。1944年、17歳になった彼女は奨学金を得た上でイーリング・アート・カレッジに合格した。
1972年、テイトは女性芸術家協会（SWA）の会員となる。1985年から2000年まで会長を務め、のちに名誉会長となった。女性芸術家協会は彼女を偲ぶ形で毎年バーバラ・テイト賞を授与している。彼女の絵画作品はサロン・ド・パリとコート・ダ・ジュール大賞でそれぞれ金メダルと銀メダルを獲得した。植物芸術家協会と英国王立芸術家協会の会員でもあった。1993年にはテムズバレー大学名誉教授に任命される。1951年に同期の画家であるジェームス・テイトと結婚し、娘を1人もうけた。

## West End Girls
著書『West End Girls』（2010年）では、当時ロンドンのソーホー地区で悪名高かった娼婦のフェイン・ニコルソン（1918年 - 1977年）の許で家政婦として働いていたことが描かれている（著書では「メイ・ロバーツ」となっている）。1977年、ニコルソンとロバーツはロンドンのアパートで焼き殺された。実質的には謄本は1977年に完成を見ているのにもかかわらず、テイトはかつて自身がやっていた職業が家族に対して恥ずかしい思いをさせるかもしれないと考え、32年もの間出版を保留した。この本はロンドン・タイムズベストセラーとなった。2012年には『West End Girls』がニュージーランドのサーカ・シアターにおいて舞台化された。